# Simyra sincera
Simyra sincera är en fjärilsart som beskrevs av W. Warren 1914. Simyra sincera ingår i släktet Simyra och familjen nattflyn. Inga underarter finns listade i Catalogue of Life.